# Val Noce
La Val Noce è una breve vallata alpina situata nelle Alpi Cozie nella città metropolitana di Torino. Il Noce è tributario del Chisola, nel quale confluisce al confine tra  Cumiana e Piossasco.

## Geografia
La parte montana del bacino del Noce è compresa nei comuni di Cantalupa e di Roletto e scende verso la pianura pinerolese in direzione Nord Ovest - Sud Est. La valle confina a sud-ovest con la Val Lemina, verso nord ed est con la Val Chisola e, a sud, con la pianura. La zona più alta della valle appartiene al Parco naturale di interesse provinciale del Monte Tre Denti - Freidour. 
Anche l'area montana del bacino del Rio Torto di Roletto, un altro affluente del Chisola, è in genere considerata parte della Val Noce.; lo spartiacque tra i bacini limitrofi del Noce e del Rio Torto non è infatti orograficamente troppo ben definito.
Le due brevi vallate convergono sulla Montagnetta (918 m).

### Monti principali
La valle è contornata dalle seguenti montagne (in senso orario):
- Monte Muretto - 876  m (bacino del Rio Torto di Roletto)
- Montagnetta - 918 m
- Monte Rocchise - 1.34 m
- Monte Sette Confini - 1.358 m
- Monte Sperino - 1.451 m
- Monte Freidour -  1.445 m
- Monte Tre Denti - 1.365 m
- Monte Brunello - 1.274 m
- Rocca Due Denti - 885 m

### Centri principali
- Cantalupa
- Frossasco
- Roletto

### Rifugi alpini
In val Noce, alle pendici del Monte Freidour, si trova il Rifugio Melano (1.068 m).